# Valtari
Valtari, o Waltari (... – 547), fu re dei Longobardi tra il 540 circa e il 547. Fu l'ultimo re della dinastia dei Letingi.

## Biografia
Figlio di Vacone, salì al trono alla morte del padre verso il 540 quando era ancora minorenne. Assunse la reggenza Audoino, della stirpe dei Gausi; lo stesso reggente alla morte di Valtari, perito ancora giovane nel 547, gli subentrò ponendo così fine alla dinastia dei Letingi.